# Hans Münstermann (Ökonom)
Hans Münstermann (* 18. Oktober 1899 in Aachen; † 19. Februar 1986 in Köln) war ein deutscher Ökonom und Professor für Betriebswirtschaftslehre, zuletzt am Seminar für Allgemeine Betriebswirtschaftslehre der Universität zu Köln.

## Werdegang
Noch vor seinem Abitur zog ihn die Reichswehr im Juni 1917 zur Teilnahme am Ersten Weltkrieg in das Ersatz-Bataillon des Infanterie-Regiments 25 und nachfolgend weitere Einheiten ein. Nach der Entlassung aus dem Heeresdienst im Mai 1919 und anschließender mehrwöchiger Kriegsgefangenschaft begann er im September 1919 als Hilfsarbeiter in einer Duisburger Metallgießerei. Erst im Dezember 1919 holte er sein Abitur am Kaiser-Karls-Gymnasium in Aachen nach. Es folgte zwischen Januar 1920 und Oktober 1921 eine Banklehre beim Bankhaus Johann Ohligschläger in Aachen. Danach schloss sich ab 1921 ein Studium der Betriebs- und Volkswirtschaftslehre, Rechtswissenschaften, Philosophie und Romanische Philologie (Universitäten Köln und Bonn) bis 1924 an. In Köln promovierte er unter Eugen Schmalenbach im Juli 1924 mit der Dissertation „Die Konzerne der Kaliindustrie“ und ist einer der Vertreter der „Kölner Schule“. Im Februar 1925 bestand er in Köln die Prüfung zum Dipl.-Handelslehrer. Zwischen Juni 1925 und September 1937 betätigte er sich als Handelslehrer, später in Aachen als Handelsoberlehrer für Betriebswirtschaftslehre und Spanisch. 
Im November 1933 wurde er Mitglied der SA, am 22. Mai 1937 beantragte er die Aufnahme in die NSDAP und wurde rückwirkend zum 1. Mai desselben Jahres aufgenommen (Mitgliedsnummer 5.306.616). Seit 1935 war er an der Verwaltungsakademie Aachen Dozent für Betriebswirtschaftslehre. Die TH Aachen berief ihn 1937 als hauptamtlichen Lehrbeauftragten für industrielles Rechnungswesen und Kameralistik. Im September 1939 habilitierte er sich mit der Habilitationsschrift „Betriebliche Dynamik und Erfolgsrechnung“. Im Februar 1940 betätigte er sich als Dozent wieder an der TH Aachen. Im Dezember 1941 ging er als Extraordinarius für Betriebswirtschaftslehre zur Universität Rostock, wo er bis Mai 1945 blieb. Im Juni 1945 wurde er wegen NS-Belastung aus dem Universitätsdienst entlassen.

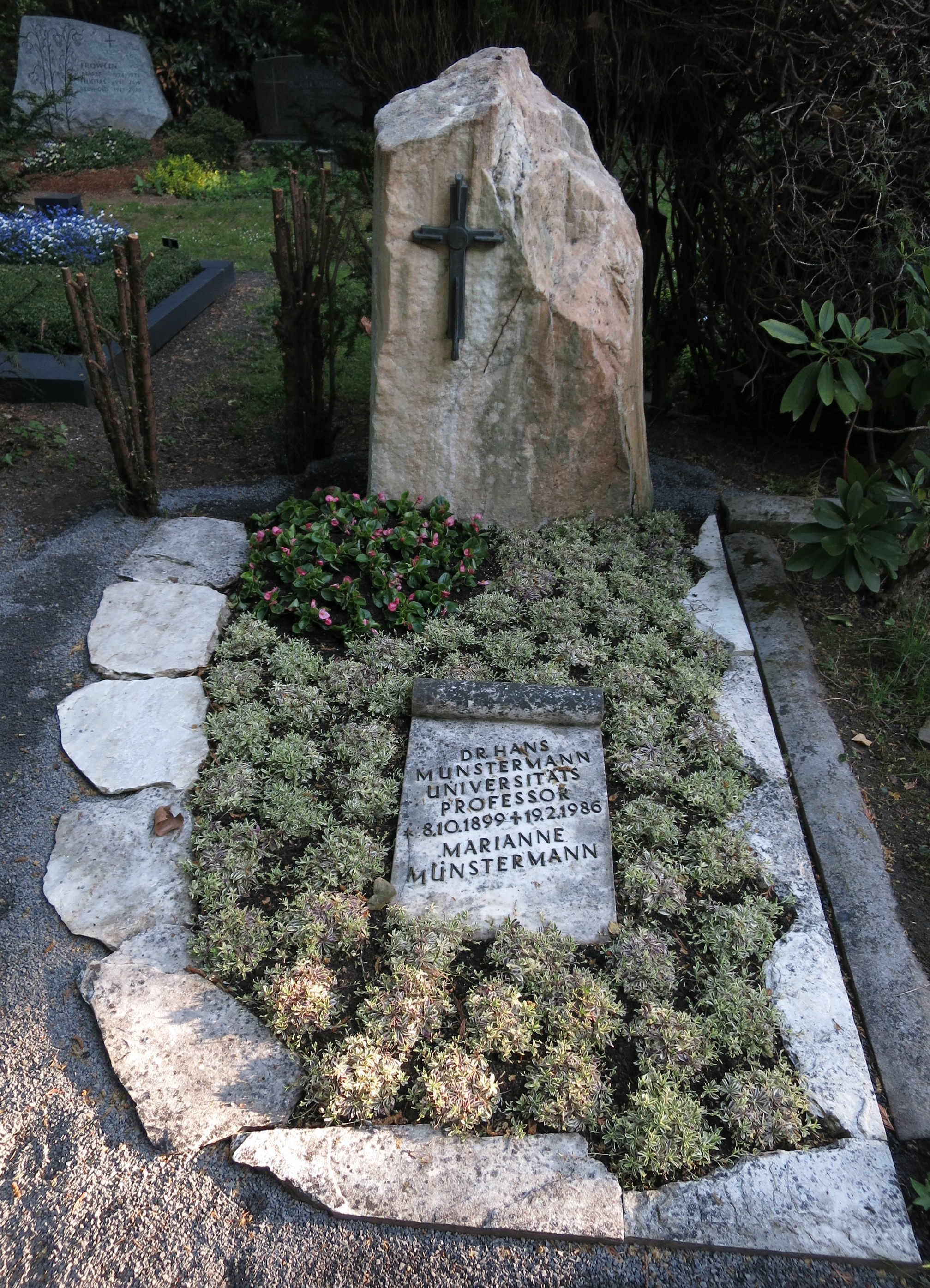
Grabstätte (Mai 2021)

Seit August 1946 bekleidete er eine ordentliche Professur für Betriebswirtschaftslehre an der Universität Mainz, die er bis März 1960 innehatte. Im April 1960 kehrte er an jene Stätte zurück, von der aus er 1921 seinen akademischen Weg begonnen hatte; er übernahm in Köln die Professur für Allgemeine Betriebswirtschaftslehre. Im Oktober 1963 übernahm er in Köln von Erich Gutenberg zusätzlich den Lehrstuhl für Wirtschaftsprüfung, wo als Assistent Adolf G. Coenenberg fungierte. Am 31. März 1968 wurde Münstermann in Köln emeritiert. Er starb 1986 im Alter von 86 Jahren und wurde auf dem Kölner Friedhof Melaten (Flur 44 Nr. 73) beigesetzt.
Sein ehemaliger Schüler Josef Kloock verfasste 1988 nach Münstermanns Tod den Aufsatz „Hans Münstermann (1899 bis 1986)“ in der Publikation „Betriebswirte in Köln: Über den Beitrag Kölner Betriebswirte zur Entwicklung der Betriebswirtschaftslehre“.

## Publikationen
Münstermann verfasste zahlreiche Bücher und Veröffentlichungen in Fachzeitschriften. Als erstes Buch erschien 1925 seine Dissertation „Die Konzerne der Kaliindustrie“, sein nächstes Buch „Von Bilanz zu Bilanz: Lehrbuch der doppelten und einfachen Buchführung“ kam 1931 auf den Markt. Mit Schmalenbachs „Dynamischer Bilanz“ setzte er sich erstmals 1941 in dem Buch „Einführung in die dynamische Bilanz“ auseinander; die Publikation entstand auf Wunsch Schmalenbachs. Das Thema beschäftigte Münstermann intensiv, denn es folgten „Schmalenbachs Bilanzauffassung“ oder „Schmalenbachs ‚Dynamische Bilanz‘“. Weitere Veröffentlichungen waren das Buch „Konzernbilanzen“ (1958), der Artikel „Börsenkurswert“ oder die 1963 von ihm herausgegebenen „Betriebswirtschaftliche Beiträge“. 
Skeptisch äußerte er sich in seinem 1963 erschienenen Buch Geschichte und Kapitalwirtschaft über die Aussagekraft von Indices für das herrschende Preisniveau: „Kein Index, weder der von Eugen Schmalenbach bevorzugte frühere Großhandelspreisindex oder der heutige Index der Erzeugerpreise industrieller Produkte oder der Einzelhandelspreisindex noch der Preisindex für die Lebenshaltung oder der Baukostenindex ist ein vollkommener Ausdruck für das Preisniveau. Es gibt nämlich ebenso wenig einen einheitlichen überindividuellen Geldwert wie eine absolut stabile Währung, denn die Wirtschaftspolitik muss einen Kompromiss zwischen ihren magischen fünf Postulaten, nämlich Vollbeschäftigung, Preisniveaustabilität im Innern, Gleichgewicht der Zahlungsbilanz, Maximierung des Sozialproduktes und gleichgewichtiges Wachstum des Sozialproduktes finden. Bei nur geringen Geldwertschwankungen berücksichtigen die Unternehmer die Folgen dieser Oszillation überschläglich bei der Analyse ihrer ohne Indexrechnung gezogenen Bilanzen.“ Durch das Buch „Wert und Bewertung der Unternehmung“ (1966) gilt er als Vater der „subjektiven Unternehmensbewertungslehre“. Mit seiner Emeritierung erschien 1969 sein Buch „Unternehmungsrechnung. Untersuchungen zur Bilanz, Kalkulation, Planung mit Einführungen in die Matrizenrechnung, Graphentheorie und Lineare Programmierung“.

## Wissenschaftliche Schwerpunkte
Sein wissenschaftlicher Schwerpunkt war der Ausbau des internen Rechnungswesens zu einem informations-, planungs- und entscheidungsorientierten Führungsinstrument. Außerdem galt er mit seinen Kollegen Günter Sieben, Walther Busse von Colbe und Manfred Jürgen Matschke als Teil Kölner Schule der Unternehmensbewertung, die ab 1971 die funktionale Bewertungslehre konzipierte.